# Carlos S. Camacho
 (juin 2019).
Si vous disposez d'ouvrages ou d'articles de référence ou si vous connaissez des sites web de qualité traitant du thème abordé ici, merci de compléter l'article en donnant les références utiles à sa vérifiabilité et en les liant à la section « Notes et références ».
Carlos Sablan Camacho, né le 27 février 1937 à Saipan, est un homme politique américain, membre du Parti démocrate. Il est le premier gouverneur des Îles Mariannes du Nord entre le 9 janvier 1978 et le 11 janvier 1982.

## Biographie
Camacho est né à Saipan. Il a fréquenté la Fiji School of Medicine et l'université de Hawaii. Il a exercé la médecine jusqu'en 1967, année de son élection au Congrès de Micronésie. Il a occupé le poste de médecin hygiéniste en chef des îles du Pacifique de 1969 à 1977. Il a également été président du Parti démocratique Saipan de 1975 à 1977. En 1976, il a été nommé à la Convention constitutionnelle des Mariannes du Nord. 
Camacho, démocrate, est élu premier gouverneur de ce nouveau territoire en 1977 et exerce son mandat de 1978 à 1982.